# Transport i København
Transport i København omhandler veje, jernbaner, havne og lufthavne mm., som bruges til transport i København.
Udbygningen af infrastrukturen tager dels sigte på at betjene indbyggere og virksomheder i den stadigt voksende by, de mange pendlende til den, og dels byens rolle som nationalt og internationalt trafikalt og politisk knudepunkt.
Indtil voldenes fald i 1850'erne, var København af en sådan størrelse at langt det meste transport kunne klares til fods. Med voldenes fald og den tiltagende industrialisering voksede byen og tog, sporvogne, biler, cykler og busser blev introducerede. I dag har København et fuldt udbygget transportnet, der ydermere omfatter s-tog, metro, lufthavn og havn, der kan transportere københavnerne på kryds og tværs af byen. Med lufthavnen som omdrejningspunkt fungerer København som et trafikalt knudepunkt for det østlige Danmark og det sydlige Sverige.

## Historie

### Indtil voldenes fald
Historisk skylder byen både sin position og sit navn havnen, hvorfra der siden den tidligere middelalder, og formentlig også endnu tidligere, var overfart til det dengang danske Skåne. Dertil kom så indenlands landevejene til de omkringliggende købstæder Helsingør, Hillerød, Frederikssund, Roskilde og Køge. Som århundrederne skred frem, og København blev hovedstad, voksede byen sig imidlertid langt større end de andre købstæder – om end mere i indbyggertal end i geografisk udstrækning. For København var en befæstet by med voldanlæg og byporte, som både rejsende og omegnens bønder, der ville ind og sælge deres varer, måtte passere. Noget der næppe har kunnet undgå at give trafikale problemer ved de store torvedage. Til daglig færdedes de fleste københavnere dog til fods. Byen var kun omkring 1,3 km × 1,1 km inden udvidelsen med Nyboder, og kun omkring 2,2 km × 2,2 km efter udvidelsen med Nyboder og Christianshavn. Derudover havde kun få råd til at holde hest og vogn.
I takt med byens vokseværk voksede trafikken også, men det var bestemt ingen nydelse at færdes i de snævre og snavsede gader. Fortove blev brugt til at opsætte skure og boder, affald blev smidt ud på gaderne, og brolægning fandtes kun på de vigtigste gader og torve. Tilsvarende blev trafikken præget af kuske, der kørte aldeles uforsvarligt, og til fods stødte man på alt fra tiggere og gadedrenge til visekællinger og fulderikker. De kongelige myndigheder og magistraten forsøgte løbende at gøre noget ved problemerne, og op gennem 1500-, 1600- og 1700-tallene fulgte med få års mellemrum nye befalinger, forordninger, kommissioner osv., uden at det hjalp stort. Det første trafikreglement kom således i 1685, men endnu et århundrede efter klagedes der stadig over ustyrlige kuske.
I 1600-tallet blev det mere almindeligt for borgere at holde vogn, hvis de ikke ville søles til ved at gå eller benytte en af byens vognmænd. Det var dog en dyr fornøjelse, så da der i 1705 indførtes hyrevogne og året efter bærestole, hvor enkeltpersoner mod betaling kunne blive båret, blev det hurtigt populært. Den øgede trængsel i gaderne gjorde det dog ikke mindre farligt at færdes, hvilket formentlig også var årsagen til, at bærestolene forsvandt igen i 1760'erne. I det følgende århundrede begyndte der dog at komme mere skik på tingene, i 1840'erne med brolægning og i 1857 med daglig fejning af gaderne. På disse kunne man i øvrigt fra 1820'erne køre i hestedrosker, der i 1841 fik selskab af hesteomnibusser.
For dem der ville ud i landet, og havde råd til det, var de hestetrukne postvogne muligheden. Disse blev dog i stor udstrækning udkonkurreret af jernbanerne, der fra 1847 holdt sit indtog på strækningen København - Roskilde. Denne strækning var den anden danske jernbane. Den første var mellem Kiel og Altona, som på det tidspunkt var dansk område. Strækningen havde et stop på Valby Station, primært for at københavnerne kunne tage på søndagsture til Frederiksberg. Byens første hovedbanegård lå omtrent hvor den nuværende ligger, dog med sporene vinkelret på de nuværende spor, så sporene gik over det nuværende Halmtorvet og Sønder Boulevard. Banegården blev bygget i træ, da grundmurede bygninger ikke var tilladt uden for voldene.

### Fra voldenes fald til 2. verdenskrig
Med voldenes fald i 1850'erne ændrede billedet sig imidlertid. Nye kvarterer og bydele opstod i de følgende årtier, og efterhånden blev stadig flere af de omkringliggende landsbyer opslugt af den støt voksende hovedstad. I første omgang var styringen begrænset, men udviklingen dog forholdsvis logisk, idet nye gader typisk blev bygget parallelt eller på tværs af de gamle landeveje. Til gengæld var der mere styr på gadenavnene, idet hele kvarterer blev kendetegnet af gadenavne med bestemte temaer. F.eks. blev en række gader på Vesterbro opkaldt efter steder for slag og træfninger under de slevigske krige, mens man på Nørrebro hentede navnene i den nordiske mytologi, alt imens Østerbro fik gader opkaldt efter danske provinsbyer.
I 1863 fik København som en af de første europæiske byer hestesporvogne og i de følgende årtier dækkede en række private selskaber det meste af byen med sporvogne. I 1898 blev de slået sammen i De kjøbenhavnske Sporveje og Frederiksberg Sporvejs- og Elektricitetsaktieselskab med henblik på elektrificering af linienettet hvilket fandt sted i de følgende år. I 1911 overtog Københavns Kommune de københavnske sporveje og i 1919 indlemmedes desuden de frederiksbergske.
Hestesporvognene afløste mange af hesteomnibusserne om end de sidste holdt ud på Købmagergade indtil 1917. Inden da havde de første motordrevne busser holdt deres indtog på Strøget i 1913, ti år efter at automobilerne også havde sendt droskehestene på pension. På det mere individuelle plan, var det først og fremmest cyklerne, der spredte sig overalt i gadebilledet.
I mellemtiden var jernbanenettet vokset stærkt. Nye baner til Klampenborg og Helsingør over Hillerød betød at den første banegård i 1864 måtte afløses af en ny der lå omtrent hvor Paladsbiograferne ligger i dag. I modsætning til den første gik sporene nu mod nordvest, denne gang dog over Skt. Jørgens Sø, via Gyldenløvesgade-dæmningen. Denne station blev dog også hurtigt for trang, og i 1911 blev byens tredje og nuværende hovedbanegård indviet. Denne gang vendte man sporene og gravede de indre dele ned i Boulevardbanen mellem Hovedbanegården og Østerport Station. Derved skabtes også forbindelse til Kystbanen til Helsingør fra 1897.
I takt med byens vokseværk blev jernbanerne i højere grad også brugt til lokal trafik og rejser til og fra arbejde. Det kaldte på en effektiv nærtrafik, der kom i 1934 i form af de elektriske S-tog. I de første år frem til 1941 fik man etableret S-baner til Vanløse, Klampenborg og Holte.
Københavns Havn blev i 1894 udvidet med Frihavnen, som skulle sikre handel og varetransport til byen.
Københavns Lufthavn blev grundlagt i 1925 med en terminalbygning lavet af træ kaldet Træslottet. I 1939 blev denne terminalbygning erstattet af en ny terminal tegnet af Vilhelm Lauritzen. I 1941 blev den første ikke-græs-bane i Københavns Lufthavn indviet.
Under Anden verdenskrig 1939-1945 var også København ramt af forskellige rationeringer af varer, herunder brændstof. Fra september 1939 indførtes brændstofrationeringer og privat motorkørsel forbydes. Rationeringen fortsatte indtil 1953, dog med en pause i 1950-1951. Dette havde selvsagt stor betydning for transporten og cykler blev meget udbredt.

### Fra 2. verdenskrig til i dag
Efter besættelsen ophævede langsomt de forskellige rationeringer og transporten blev normaliseret. Københavns Lufthavne udvidede også og i 1946 påbegyndtes interkontinentale flyvninger. I hhv. 1960 og 1968 blev lufthavnen udvidet med de nuværende terminaler 2 og 1.
I 1947 blev Fingerplanen udarbejdet. Selvom den aldrig er blevet vedtaget i et officielt forum, har den haft stor betydning for København. jernbanetrafikken fra centrum foregår således i dag ud af de fem fingre samt i en nyere finger over Amager og Øresund til Sverige. Denne finger skaber også forbindelse til Københavns Lufthavn. Også flere af de store indfaldsveje følger fingrene. Til forskel for jernbanetrafikken, er der flere ringveje, som skaber forbindelse mellem de ydre områder af byen. Fingerplanens idéer om at erhvervs- og boligudvikling skulle følge fingrene er dog blevet noget udvandet af etableringen af store industriområder i forstæderne udenfor fingrene. Især i den nordlige del, er der sket en udbygning, der ikke har fulgt fingerplanens ideer. I dag følger bl.a. Høje-Taastrup Kommune idéerne om fingerplanen i deres planlægning af områder til rekreation og beboelse.
Det offentlige transportsystem blev ligeledes kraftigt udbygget efter 2. verdenskrig. Hvor man tidligere havde satset på udbygning af sporveje lå fokus i efterkrigstiden på udbygning af busnettet. Sporvejsnettet nåede sin største udstrækning i 1953, hvorefter man fra 1958 begyndte at nedlægge linjer og erstatte dem med busser. I 1972 blev de sidste sporvogne nedlagt og erstattet med busser. S-togene blev i perioden udbygget til at nå de fleste af de sjællandske forstæder og en del satellitbyer. Fra 2002-2007 blev skinnenettet udbygget med en metro kørende fra Københavns Lufthavn og Ørestad på Amager, over Nørreport Station i Indre By til Frederiksberg og Vanløse. I perioden 2009-2018 bliver der bygget en ringmetro, der skal forbinde brokvartererne og centrum.
Den første motorvej i København (og i Danmark) åbnede i 1956, og var Helsingørmotorvejen på strækningen mellem Jægersborg og Hørsholm. De følgende år blev motorvejsnettet løbende udbygget med udfaldsveje mod vest og nord. Motorring 3 blev bygget fra 1966-1980 og Motorring 4 blev påbegyndt i 1974, men er endnu ikke en fuld ring.

## Gang
I centrum af København foregår meget transport i gang, og op imod 80 % af den samlede færdsel i bymidten foregår til fods. Langt de fleste københavnske veje har fortove langs vejsiderne. I store træk er det kun motorvejene, der ikke har fortove. Dette gør, at det er muligt relativt sikkert at bevæge sig rundt til fods. Der er ligeledes etableret mange fodgængerfelter, hvoraf de fleste findes ved lyskryds. Enkelte steder er der også etableret fodgængerfelter, som ikke er i forbindelse med lyskryds. Her skal man ofte selv trykke på en knap for at få grønt lys i fodgængerfeltet. Nogle steder er der fodgængerfelter uden lysregulering, hvor bilisterne skal holde tilbage for gående, der ønsker at passere vejen.
København har en del gågader, hvor det ikke er tilladt at køre bil. Gågader findes stort set kun i det indre København, hvoraf den mest kendte er Strøget. Ligeledes findes der en del gader omkring Strøget, der også har gågadestatus. I det indre København findes ligeledes også butiksarkader som Rådhusarkaden, samt Toves Galleri på Vesterbro, hvor det ikke er tilladt hverken at cykle eller køre i bil.

## Cyklisme
Et kendetegn ved København er de mange cykelstier, der ofte gør cyklen til et mere hensigtsmæssigt transportmiddel ikke bare i den indre by, men også i brokvartererne. Cykelstierne er ofte adskilt fra den øvrige trafik, og nogle steder har cyklisterne deres eget signalsystem. For at øge cykelpendlertrafikken har det i nogle år været muligt at tage sin cykel gratis med i s-toget. For at understøtte udviklingen med at mange bruger cyklen, er kommunerne i og omkring København gået sammen om et projekt med cykelsuperstier. Cykelsuperstierne er målrettet cykling og giver fx grønne bølger, bredere cykelstier og cykelpumper ved udvalgte vejkanter. Uafhængigt af dette, har Københavns Kommune en strategi om at gøre København til verdens bedste cykelby. Dette lidt brede mål skal bl.a. opnås ved at 50 % af københavnerne skal tage cyklen på arbejde eller til uddannelse i 2015. For at hjælpe på vej mod det, er Nørrebrogade blevet delvist lukket for biler. I 2008 var man nået op på at 37 % af indbyggerne cyklede til arbejde eller uddannelse hver dag. Ydermere skal de eksisterende Grønne Cykelruter på tværs af Københavns og Frederiksberg kommuner udbygges.
I 1995 blev de første 1.000 gratis første generations bycykler sendt på gaden. I 1997 var USA's præsident Bill Clinton på besøg i København og byens gave til ham var en specialdesignet bycykel. I 1999 fik New Yorks borgmester Rudolph Giuliani ligeledes en bycykel. Den første generation bycykler blev sendt på pension og i 2013 kom den nye generation på gaden.
Københavns cykelkultur er så velkendt i resten af verden at man snakker om at Copenhagenize hvis en by ønsker at lave adskilte baner for biler og cykler og et øget fokus på fodgængere.
København blev i 2008 kåret til den mest cykelvenlige by af det amerikanske onlinesite Treehugger.com. Fra 2008 til 2011 er København Den Internationale Cykelunions første Bike City. Der arrangeres i den forbindelse en række arrangementer, både for professionelle og for amatører.

## Bilisme

### Trafik
Den indre by er trafikalt præget af middelalderbyens vejplanlægning, hvorfor bil- og buskørsel er svært. Rundt om middelalderbyen danner H.C. Andersens Boulevard, Nørre Voldgade, Store Kongensgade, Bredgade og Niels Juels Gade hovedfærdselsårerne i den indre by. Uden for søerne og på Amager, er det stadig de gamle landeveje, der i ny form, er de vigtigste. Herunder hører Vester-, Nørre-, Øster- og Amagerbrogade. Vejen over Langebro til Amager passeres dagligt af omkring 60.000 biler. Jagtvej, Åboulevarden, Bispeengbuen og Tagensvej er også vigtige hovedfærdselsårer for biler og busser. De større indfaldsveje er Helsingørmotorvejen, Hillerødmotorvejen, Frederikssundmotorvejen, Holbækmotorvejen og Køge Bugt Motorvejen. Køge Bugt Motorvejen er Danmarks mest trafikerede vejstrækning. Ved Greve bruges motorvejen af ca. 112.000 biler i døgnet (2013). Motorvejen er nogle steder 10 spor bred.
Vitalt for biltrafikken er systemet af ringveje i København. Som omkransning af brokvartererne løber Ring 2, og længere ude Ring 3. Imellem disse ringveje er motorvejen Motorring 3, som udover en stor del af den københavnske biltrafik, leder trafikken mellem Syd-, Vest- og Nordsjælland. Endnu længere ude er Motorring 4, som dog på den nordlige halvdel ikke er motorvej. For at få den gennemgående biltrafik uden om København, er der fra flere sider ønske om en Motorring 5. Et andet ønske er etableringen af en havnetunnel til at lede trafikken øst om den centrale by. Der diskuteres flere muligheder, både i form af en egentlig havnetunnel ned gennem den indre havn, og i form af etablering af en ringvej fra nordhavnen over Refshaleøen til Kløvermarken, og herfra ned gennem Amager Fælled til Vejlands Allé og Øresundsmotorvejen.
Selvom der kan opstå trafikpropper enkelte steder i det københavnske vejnet, som fx på Ring 3, og tidligere på Køge Bugt Motorvejen, er problemer med dette i international sammenligning af mindre karakter. I Danmark var der i 1994 ingen veje hvor man generelt skulle vente end en time i kø, mens det fx i Storbritannien var 25 % af vejnettet, der var ramt af ventetider over en time.

### Parkering
De fleste steder i København er der gratis parkering. Dette gælder dog ikke for de indre byområder, hvor man som udgangspunkt skal betale for parkering. Uden for betalingsområder er der ligeledes områder, hvor der er tidsbegrænsning på parkering.
I betalingszonen i Københavns Kommune, skal man betale for at parkere hele døgnet fra mandag kl. 8 til og med lørdag kl. 17, begrundet i trafiksikkerhed og adfærdsregulering. I 2017 kan beboere i Københavns Kommune købe en beboerparkeringslicens for ml. 100 og 1.150 kr. afhængig af køretøjets energiklasse. Licensen gælder i det nærmeste område. Sammenlignet med andre nordeuropæiske byer ligger dette beløb omkring middel. Der har dog været en del diskussion om det rimelige i størrelsen af denne betaling. Grundet særlige forhold er prisen for en beboerlicens i Ørestad 11.700 kr. om året. Frederiksberg Kommune har 2-timersbegrænsning for parkering i den indre del, og ingen tidsbegrænsning i den ydre del.

## Kollektiv transport
København betjenes sammen med resten af Hovedstadsområdet af en kombination af busser, metro, S-tog og regionaltog, samt i periferien af området desuden lokalbaner. S-togene kommer fra forstæderne og sætter folk af på stationerne i Indre By ved f.eks. Københavns Hovedbanegård eller Nørreport, hvorfra der er gode muligheder for at skifte til bus eller metro. Den offentlige transport sker for ca. 33 % vedkommende med S-tog, 33 % med regional- og fjerntog, samt 25 % med bus. Samlet er der en årlig transport på 3,5 mia. personkilometer i hele hovedstadsområdet.
Hovedstadsområdet indgår sammen med resten af Sjælland, Lolland og Falster mv. i et fælles taktsystem, der gælder for både bus, tog og metro. Det samlede område er inddelt i et antal takstzoner, hvor der betales efter hvor langt væk fra udgangspunktet man kommer. Der kan købes billetter i alle busser og i automater på alle DSB-stationer. Derudover findes der forskellige rabatmuligheder, for eksempel rejsekort og 24 timers billetter. I modsætning til en række andre storbyer, er de forskellige trafikarter, trods det fælles takstsystem, underlagt hvert deres selskab. Busserne hører under Movia, metro under Metroselskabet, S-tog, regionaltog og fjerntog under DSB, og lokalbaner under Lokaltog.
Som i resten af Danmark er den kollektive transport støttet af det offentlige med tilskud. Tilskuddene varierer, men ligger i gennemsnit på 1 kr. pr. personkilometer. I en rapport fra Siemens blev Københavns kollektive trafik i 2014 kåret som den mest effektive i verden, og det er den by i verden, der får mest offentlig transport for pengene per indbygger. Udgifterne til kollektiv transport svarer til 8,6 % af Københavns BNP, hvor andre byer ligger på 19 %.

### Busser
Busdriften i København og på resten af Sjælland, Lolland og Falster mv. styres af Movia, der blev dannet i 2007 som en sammenslutning af HUR Trafik, Vestsjællands Trafikselskab og Storstrøms Trafikselskab. Movia har så udliciteret driften af de enkelte buslinjer til mere end 20 forskellige selskaber, hvoraf Arriva driver flest forskellige linjer.
Selve busserne fordeler sig på talrige linjer. Rent praktisk skelnes mellem en række forskellige typer linjer.
Almindelige linjer (fx linje 12) kører på faste tidspunkter, og har mange stoppesteder. Disse linjer har ikke nogen særlige kendetegn, og kører mellem alle københavnske bydele på kryds og tværs af byen. En del busser kører ind mod centrum, og en del kører på tværs af byen.
Cityline (linje 5C) er en højklasset linje med ledbusser der kører hyppigt og døgnet rundt. Busserne er turkise med gule hjørner.
A-busserne (fx linje 1A) kører hele døgnet kontinuerligt uden faste tider, men der tilstræbes, at der er 5-7 minutter mellem hver afgang i dagtimerne. A-linjerne har ligeledes mange stoppesteder. Busserne kan kendes på deres røde hjørner.
E(kspres)-busserne (fx linje 30E) er hurtige og direkte linjer med få stop undervejs. Linjerne kører kun i myldretiderne eller dagtimerne, og kun på hverdage. Busserne kan kendes på deres grønne hjørner.
R-nettet er en række lokale bus- og toglinjer, som er vigtige pendlerstrækninger. R-nettet kører på faste minuttal med halvtimesdrift på hverdagene og heltimesdrift aften og weekend.
S-busserne (fx linje 250S) er gennemgående linjer, hvor de busnumre der ender på 00, kører på tværs af s-togsnettet, mens busser, der ender på 50, kører til og fra Københavns centrum. Busserne har forholdsvis få stop, og kommer derfor hurtigere frem. Busserne kan kendes på deres blå hjørner.
Servicebusserne (fx linje 847) er handicapvenlige busser til brug for ældre og kørestolsbrugere. Typisk kørende i timedrift i dagtimerne, og som ringlinjer betjener de hver deres bydel.
Telebusserne (fx linje 820) er minibusser, som kan bestilles pr. telefon, og betjener yderområderne hvor der ikke er passagergrundlag nok til fast rutekørsel.
Natbusserne (fx linje 93N) kører som navnet siger om natten, når de fleste andre linjer holder stille. De giver forbindelse til omegnens købstæder, og stopper ved alle stoppesteder, men nettet er stormasket, og der er længere mellem afgangene, typisk en time eller mere.
Endelig findes i Københavns Havn havnebusser i form af skibe, der for tiden betjener tre linjer, 991-993. Linjerne betjener området mellem Sluseholmen og Nordre Toldbod.
Fra 1974 til 1989 fandtes der hurtigbusser (f.eks. linje 5H), der fungerede som hurtige udgaver af normale buslinjer. Fra 1994 til 2009 fandtes der pendulbusser (f.eks. linje 591P), der kørte mellem en station og et uddannelsesområde, industriområde eller lignende. Både hurtigbusser og pendulbusser blev erstattet af eller ændret til ekspresbusser, da koncepterne blev afskaffet.

### Jernbaner
København har et veludbygget system af jernbaner, der omfatter S-tog, metro og regionaltog. Indtil 1972 var der ligeledes sporvogne.
Med tre strækninger fra Klampenborg, Hillerød og Farum i nord og tre andre strækninger fra Frederikssund, Høje-Taastrup og Køge i vest og syd, forbinder S-banen København og Frederiksberg med både de nære og de lidt fjernere forstæder. Ringbanen kører gennem brokvartererne mellem Ny Ellebjerg og Hellerup via Flintholm. Den første S-toglinje blev indviet i 1934 mellem Frederiksberg og Klampenborg, og det resterende net er kommet til løbende, så S-banenettet i dag omfatter 84 stationer (heraf 31 i de centrale zoner 1 og 2) og ca. 170 km dobbeltspor. Der foretages cirka 357.000 S-togs-rejser i døgnet. Driften varetages af DSB med de såkaldte 4. generations S-tog fordelt på 104 8-vognstogsæt (litra SA) og 31 4-vognstogsæt (litra SE). De centrale stationer har flest passageromstigninger med Hovedbanegården og Nørreport som de travleste. S-banen er den eneste traditionelle bybane i Danmark, og kan sammenlignes med S-Bahn i Berlin eller London Underground. S-banen er driftsmæssigt helt adskilt fra andre jernbaner.
Metroen i København har 22 stationer, der kører gennem de indre bydele, samt til Amager med Københavns Lufthavn og Ørestad. Den første linjer blev indviet i 2002, og fuldt færdigbygget i 2007. Metroen er den primære offentlige transport for beboerne i Ørestad. I sammenligning med andre metrosystemer, er stationerne relativt langt fra hinanden. Til trods for de forholdsvis korte tog (tre vogne), har metroen en høj kapacitet. Mellem Christianshavn og Vanløse kører et tog omtrent hvert andet minut. På ti minutter giver det 15 vogne. Metroen er førerløs, men der er metrostewarder, der ved stikprøver kontrollerer billetter, samt videoovervågning af alle stationer og tog. Sammenligner man med udlandet findes der lignende førerløse tog i fx London med London Docklands Lightrail. Der foretages 142.000 rejser i døgnet.
Folketinget har vedtaget, at metroen skal udvides med Cityringen, der skal forbinde brokvartererne, Indre By og Frederiksberg med hinanden. Byggeriet af denne begyndte i 2009, og forventes færdigbygget i 2019. Der har ligeledes været diskussioner om at forlænge metroen til Brønshøj/Gladsaxe og Vanløse, men der er ikke vedtaget noget.
Som resten af landet betjenes København også af regionaltog, primært i form af tog til og fra Holbæk og Kalundborg på Nordvestbanen og Næstved og Nykøbing Falster på Sydbanen. Dertil kommer det dansk/svenske togsystem Øresundstog der på danske side ligeledes fungerer som regionaltog på Kystbanen og Øresundsbanen. Både regionaltog og øresundstog er fuldt integrerede i det almindelige takstsystem indenfor Hovedstadsområdet, hvor de betjener 33 stationer, og benyttes derfor i stort omfang også til lokale rejser, ikke mindst på Kystbanen.
Rundt om i Hovedstadsområdet findes desuden seks privatbaner. Den korteste og tættest trafikerede er Nærumbanen mellem Jægersborg og Nærum der har den mest bymæssige karakter. I området nord for Hillerød findes Lille Nord (Hillerød - Helsingør), Hornbækbanen (Helsingør - Gilleleje), Gribskovbanen (Hillerød - Tisvildeleje/Gilleleje) og Frederiksværkbanen (Hillerød - Frederiksværk - Hundested). Syd for Køge ligger desuden Østbanen (Køge - Fakse Ladeplads/Rødvig). Alle lokalbanerne drives af Lokaltog med moderne dieseltog.

## Lufthavne
Københavns Lufthavn i Kastrup er Skandinaviens største med ca. 21 mio. rejsende om året. Den betjener ud over indbyggerne på Sjælland, også indbyggere i Skåne og det øvrige Sydsverige, der med tog over Øresundsbroen let kan komme direkte til lufthavnen. Der findes én indenrigs-, samt to udenrigsterminaler. I 2009 startede byggeriet af en ny terminal "Copenhagen GO" (tidligere kendt som CPH Swift).
Lufthavnen betjenes af en jernbanestation for fjern- og regionaltog (inkl. Øresundstog) og en metrostation. Turen med regionaltogene tager ca. 12 minutter til hovedbanegården, og metroen tager 14 minutter til Nørreport Station.
Landingsbanesystemet består af tre baner – parallelbanesystemet med de to NØ-SV-vendte baner 22L/04R og 22R/04L, der giver meget høj kapacitet, samt bane 12/30, som dog kun bruges ved stærk sydøstlig eller nordvestlig vind og andre særlige forhold, da deres retning gør, at trafikken ledes ind over mange bebyggede områder i København. Bane 22L (220 grader, venstre bane) har et ILS-system af højeste kategori, CAT III. Moderne fly kan her lande med nul meters sigtbarhed, hvis det ikke blæser for kraftigt.
Med det formål at forkorte rejsetiden til Aarhus, har Samsø Air Service søgt (og fået) tilladelse til at flyve med vandflyver mellem Danmarks to største byer. Ruten forventedes at åbne i foråret 2014, men åbnede først i maj 2016. Den flyver 4 gange dagligt mellem Østhavnsvej 37 i Aarhus og Nordre Toldbod 29 i København på under 1 time.  Med DSB tager rejsen ca. tre timer, mens det med fly til Københavns Lufthavn og transport til/fra lufthavnene tager ca. to timer. Med en billetpris på 1.800 DKK hver vej, er det dyrere end tog og indenrigsfly. Målgruppen er derfor forretningsrejsende, der lægger vægt på rejsetiden.
Lufthavnen uden for Roskilde, hvis officielle navn er Københavns Lufthavn, Roskilde, benyttes primært af taxifly, privatfly og som base for en række flyveskoler. Her findes to baner med ILS for mindre og mellemstore fly. Roskilde har fået godkendelse til at blive udvidet med bredere og længere bane, samt evt. udvidelse af terminalen til brug for fast rutetrafik med større fly end der på nuværende tidspunkt forefindes i lufthavnen. En mangel på bindende aftaler fra flyselskaber har dog gjort, at udvidelsen er sat i bero indtil videre.
Der findes desuden enkelte mindre flyvepladser udenfor Storkøbenhavn, bl.a. Grønholt Flyveplads og Avedøre, men disse er private pladser, hvis operationer næsten udelukkende er begrænset til de fly, der forefindes på pladsen, og er derfor uden betydning for det samlede billede af transporten i København.

## Havne
Københavns Havn har været vigtig for byen siden dens grundlæggelse. Havnen er løbende blevet udbygget, og dækker i dag et stort areal mellem Svanemøllebugten og Sjællandsbroen. Fra starten af 1990'erne er de centrale og sydlige dele af havnen dog blevet omdannet til bolig- og erhvervsformål. Havneaktiviteter foregår derfor fortrinsvis i Nordhavnen, Langelinie og ved Prøvestenen.
Selskabet bag havnen fusionerede i 2001 med Malmö Havn og de to havne drives nu under navnet Copenhagen Malmö Port.
Fra København er der færgeforbindelse til Oslo, Norge (kaldet "Oslobåden") og Swinoujscie, Polen (kaldet "Polensfærgerne"). Forbindelsen til Bornholm blev flyttet til Køge i oktober 2004.
København Havn anløbes af 250-300 krydstogtskibe hvert år, og havnen en af de største anløbshavne for disse i Nordeuropa. Havnen (og byen) er ligeledes flere gange kåret som den bedste anløbshavn for krydstogtskibe i Europa og verden.
Der er lystbådehavne ved Svanemøllehavnen, i Hellerup Havn, Skovshoved Havn, ved Prøvestenen og flere andre steder. Lystbådehavnen ved Svanemøllehavnen er Danmarks største med plads til 1.170 både.

## Pendling
Pendling i København kan foregå med alle de ovenfor nævnte transportmidler. Gang og cykel bruges til lidt kortere afstande, mens bil, bus og tog bruges til lidt længere afstande. Pendling med fly er ikke så almindeligt, men finder dog sted fra især Aalborg og Bornholm.
Pendling i København har været et emne siden starten af 1900-tallet. Efter etableringen af Frederiksberg, var der borgere som arbejdede i en kommune, men boede i en anden. Deres skatteforhold var derfor genstand for debat. Efterhånden som byen voksede, kom dette til at gælde for flere og flere områder. I 1992 blev der pendlet fra omtrent halvdelen af Sjælland og i 2004 blev der pendlet fra hele Sjælland. Efter Øresundsforbindelsens bygning i 2000 er det også blevet almindeligt at pendle fra Malmø.
Langs jernbanerne ind mod København er mange pendlere organiseret i såkaldte pendlerklubber, der taler pendlernes sag. Der findes pendlerklubber fra de fleste større byer, som fx fra Roskilde, Køge og Sorø. En af de største pendlerklubber er Pendlerklubben Kystbanen, som organiserer pendlere langs Kystbanen.